# Крістіан Фредерік фон Шальбург
Крістіан Фредерік фон Шальбург (дан. Christian Frederik von Schalburg) або Костянтин Федорович Шальбург (рос. Константи́н Фёдорович Ша́льбург; 15 квітня 1906, Сміла — 2 червня 1942, Дем'янськ) — данський доброволець військ СС, оберштурмбаннфюрер СС.

## Біографія
Крістіан Шальбург народився 15 квітня 1906 року в місті Сміла Київської губернії (деякі джерела також називають місто Зміїногорськ (в автобіографії 1940) і Санкт-Петербург), син прибалтійського поміщика данського походження, одруженого з росіянкою. Його мати належала до російського дворянства, сам Крістіан був хрещений у православ'ї і отримав ім'я Костянтин. Молодша сестра Крістіана — розвідниця Віра Шальбург. У віці 11 років вступив до кадетського корпусу. Після Жовтневого перевороту його сім'я емігрувала в Данію в 1918 році.
У Данії Шальбург поступив на службу в Королівську лейб-гвардію і вступив у Націонал-соціалістичну данську робітничу партію (DNSAP), де очолив молодіжне крило нацистів. Відрізнявся сильною ненавистю до євреїв і комуністів.
Коли почалася радянсько-фінська війна, Шальбург залишив службу і записався добровольцем на війну проти СРСР. Після війни він повернувся в Данію, де вступив у війська СС і був зарахований в полк СС «Германія», який в 1941 році був включений до складу дивізії СС «Вікінг».
У 1942 році Генріх Гіммлер представив Шальбурга Адольфу Гітлеру, після чого 1 березня 1942 року був призначений командиром добровольчого корпусу «Данія».
За одними відомостями, 2 червня 1942 року в ході атаки Шальбург підірвався на міні. За іншими — Шальбург був накритий вогнем радянської артилерії при спробі винести на собі з поля бою пораненого данського солдата.
У той же день він був похований в селі Бяков поблизу Дем'янська, після чого 3 червня посмертно одержав звання оберштурмбаннфюрера СС. Перепохований на німецькому військовому цвинтарі в селі Корпово Дем'янського району (блок 30).

## Нагороди
- Воєнний хрест данського добровольчого батальйону шведського добровольчого корпусу у Зимовій війні 1939/40
- Почесний знак Націонал-соціалістичної данської робітничої партії
- Хрест Шальбурга
- Залізний хрест 2-го і 1-го класу
- Штурмовий піхотний знак в бронзі
- Медаль «За зимову кампанію на Сході 1941/42»